# Lista de prefeitos de Itabaianinha
Esta é a lista de prefeitos de Itabaianinha, município do estado de Sergipe, Brasil.
| Nº | Nome                                             | Imagem                | Partido                                          | Início do mandato       | Fim do mandato                           | Observações                              |
| 1  | Manoel Vieira dos Santos                         |                       | Partido Social Trabalhista PST                   | 30 de março de 1935     | 2 de fevereiro de 1941                   | Prefeito nomeado pelo governo do Estado. |
| 2  | Emerson Batista de Souza                         |                       | Partido Social Trabalhista PST                   | 3 de fevereiro de 1941  | 28 de novembro de 1942                   | Prefeito nomeado pelo governo do Estado. |
| 3  | Joaquim Martins Fontes                           |                       | Partido Social Democrático PSD                   | 29 de novembro de 1942  | 31 de dezembro de 1945                   | Prefeito nomeado pelo governo do Estado. |
| 4  | Miguel Carvalho Lima                             |                       | Partido Democrata Cristão PDC                    | 1° de janeiro de 1946   | 31 de dezembro de 1946                   | Prefeito nomeado pelo governo do Estado. |
| 5  | Adelvan Cavalcanti Batista                       |                       | Partido Republicano PR                           | 1° de janeiro de 1947   | 30 de janeiro de 1947                    | Prefeito nomeado pelo governo do Estado. |
| 6  | Oseas Batista Filho                              |                       | Partido Social Democrático PSD                   | 31 de janeiro de 1947   | 30 de janeiro de 1951                    | Prefeito eleito em sufrágio universal.   |
| 7  | Zacarias Alves dos Santos                        |                       | Partido Social Progressista PSP                  | 31 de janeiro de 1951   | 30 de janeiro de 1955                    | Prefeito eleito em sufrágio universal.   |
| 8  | João Bispo dos Santos                            |                       | Partido Social Democrático PSD                   | 31 de janeiro de 1955   | 30 de janeiro de 1959                    | Prefeito eleito em sufrágio universal.   |
| 9  | Hildebrando Dias da Costa                        |                       | União Democrática Nacional UDN                   | 31 de janeiro de 1959   | 30 de janeiro de 1963                    | Prefeito eleito em sufrágio universal.   |
| 10 | Dilson Cavalcanti Batista                        |                       | Aliança Renovadora Nacional ARENA                | 31 de janeiro de 1963   | 30 de janeiro de 1967                    | Prefeito eleito em sufrágio universal.   |
| 11 | Tenysson Fontes Sousa                            |                       | Aliança Renovadora Nacional ARENA                | 31 de janeiro de 1967   | 30 de janeiro de 1971                    | Prefeito eleito em sufrágio universal.   |
| 12 | Paulo Silveira Vilanova                          |                       | Aliança Renovadora Nacional ARENA                | 31 de janeiro de 1971   | 2 de abril de 1972                       | Prefeito eleito em sufrágio universal.   |
| 13 | Tenysson Fontes Sousa                            |                       | Aliança Renovadora Nacional ARENA                | 3 de abril de 1972      | 31 de janeiro de 1977                    | Vice-prefeito no cargo de titular.       |
| 14 | Dilson Cavalcanti Batista                        |                       | Aliança Renovadora Nacional ARENA                | 1° de fevereiro de 1977 | 31 de janeiro de 1983                    | Prefeito eleito em sufrágio universal.   |
| 15 | José Alves da Silveira                           |                       | Partido Democrático Social PDS                   | 1° de fevereiro de 1983 | 31 de dezembro de 1988                   | Prefeito eleito em sufrágio universal.   |
| 16 | Oseas Cavalcanti Batista                         |                       | Partido do Movimento Democrático Brasileiro PMDB | 1° de janeiro de 1989   | 2 de novembro de 1992                    | Prefeito eleito em sufrágio universal.   |
| 17 | Raimundo Lima Vieira                             |                       | Partido do Movimento Democrático Brasileiro PMDB | 2 de novembro de 1992   | 31 de dezembro de 1992                   | Vice-prefeito no cargo de titular.       |
| 18 | Manoel Elias de Santana                          |                       | Partido da Frente Liberal PFL                    | 1° de janeiro de 1993   | 31 de dezembro de 1996                   | Prefeito eleito em sufrágio universal.   |
| 19 | Joaldo Lima de Carvalho                          |                       | Partido da Social Democracia Brasileira PSDB     | 1° de janeiro de 1997   | 31 de dezembro de 2000                   | Prefeito eleito em sufrágio universal.   |
| 19 | Joaldo Lima de Carvalho                          | 1° de janeiro de 2001 | Partido da Social Democracia Brasileira PSDB     | 31 de dezembro de 2004  | Prefeito reeleito em sufrágio universal. |                                          |
| 20 | Manoel Elias de Santana                          |                       | Partido da Frente Liberal PFL                    | 1° de janeiro de 2005   | 31 de dezembro de 2008                   | Prefeito eleito em sufrágio universal.   |
| 21 | Joaldo Lima de Carvalho                          |                       | Partido da Social Democracia Brasileira PSDB     | 1° de janeiro de 2009   | 31 de dezembro de 2012                   | Prefeito eleito em sufrágio universal.   |
| 22 | Robson Cardoso Hora                              |                       | Partido da Social Democracia Brasileira PSDB     | 1° de janeiro de 2013   | 31 de dezembro de 2016                   | Prefeito eleito em sufrágio universal.   |
| 23 | Danilo Alves de Carvalho                         |                       | Partido do Movimento Democrático Brasileiro PMDB | 1° de janeiro de 2017   | 31 de dezembro de 2020                   | Prefeito eleito em sufrágio universal.   |
| 23 | Danilo Alves de Carvalho                         | Democratas DEM        | 1° de janeiro de 2021                            | 31 de dezembro de 2024  | Prefeito reeleito em sufrágio universal. |                                          |
| 24 | Eraldo Moreira dos Santos, Eraldo do Frigorífico |                       | União Brasil UNIÃO                               | 1° de janeiro de 2025   | Atualidade                               | Prefeito eleito em sufrágio universal.   |